# Indústria pesant

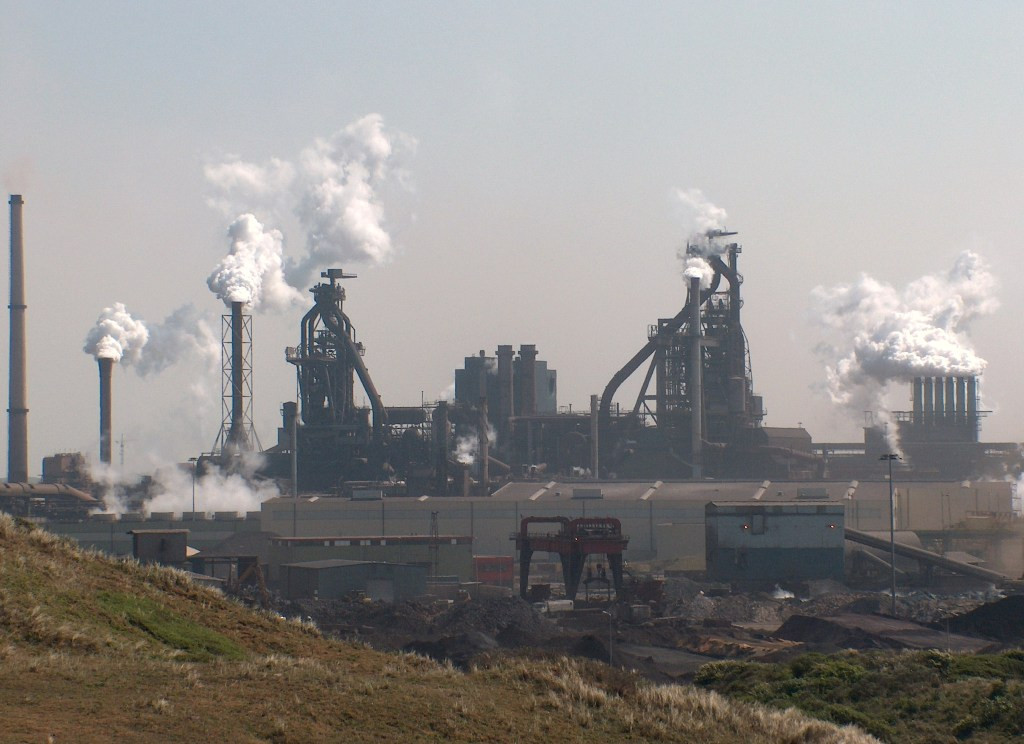
Acereria integrada als Països Baixos. Les dues torres massisses són alts forns.

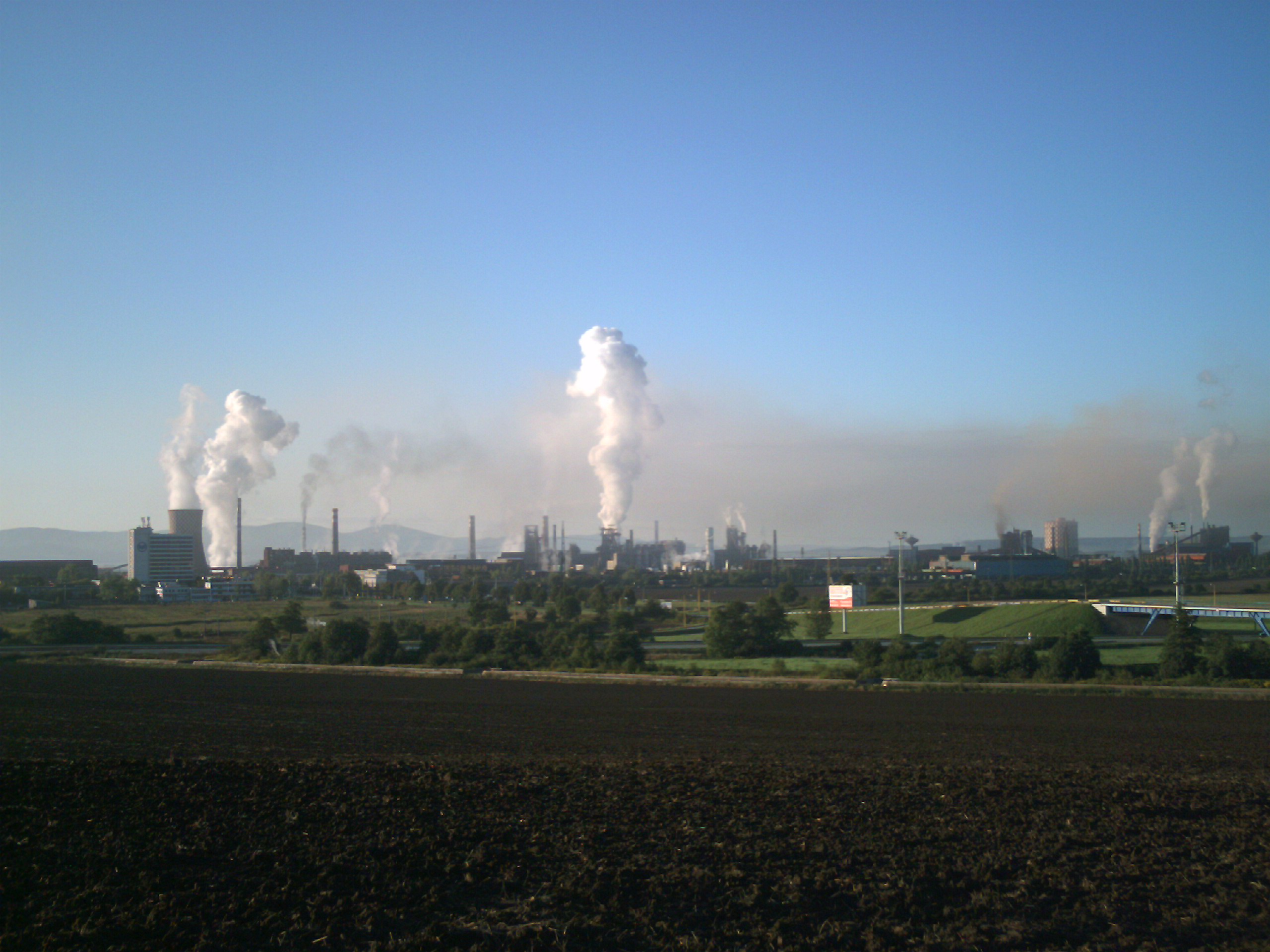
U. S. Steel Košice (a Eslovàquia) – un exemple típic de fàbrica d'indústria pesant.

La indústria pesant o indústria bàsica està dedicada a l'extracció i transformació de les matèries primeres, tals com les mines en què s'extreuen els minerals usats en la siderúrgia, el petroli i la fabricació de la maquinària necessària per a tals finalitats, entre d'altres.
En la indústria pesant es poden distingir les indústries per sectors com són la metal·lúrgica, la petroliera, la química i l'extractiva. A diferència de la indústria lleugera (que pertany al sector secundari), requereix una considerable major quantitat de mà d'obra i de més treball com descompondre elements químics o extreure materials i els seus processos, susceptibles per tant de contaminar al medi ambient.
La indústria pesant pot subdividir-se d'acord amb els seus rams d'ocupació com són els següents.

## Indústria extractiva
Té relació directa amb l'extracció de recursos naturals del sòl, subsol o dels oceans. És coneguda també en alguns casos com l'agricultura, la mineria o les plantacions d'algunes espècies d'arbres per aconseguir fusta o paper. S'encarrega de proveir amb les matèries primeres necessàries al procés productiu mitjançant l'extracció inicial, transformació primària i el tractament de les matèries primeres obtingudes dels processos extractius, en alguns casos les indústries extractives estan relacionades a la contaminació i el desequilibri d'ecosistemes per accidents com vessaments de petroli o monocultius.
La classe d'indústries extractives es poden associar a la diversitat de productes que aprofiten del subsol, podent identificar-se bàsicament les següents branques de la indústria: indústria petroliera, indústria minera, indústria fustera i del paper.

## Indústria siderúrgica
La indústria siderúrgica té una gran dependència de les matèries primeres de caràcter mineral, demanda d'inversions molt elevades i ocupa molt de sòl industrial. La indústria siderúrgica proporciona una infinitat de productes tals com a aliatges de metalls, lingots, parts forjades, tubs, planxes d'aliatges, ferro, alumini i coure refinats; i maquinària bàsica com eines de mà, i en casos excepcionals eines de mà elèctriques.

## Indústria química
La indústria química és variada, ja que utilitza una gamma major de matèries primeres; d'ella es pot dir que és la que assorteix al cicle econòmic amb productes tals com a combustibles sòlids, líquids i gasosos, pirita, calç, sals, àcids, productes vegetals i animals, etc. L'elaboració de productes químics és més complexa. Els productes més comuns dins del seu rang són els que requereixi la indústria de transformació i l'agrícola com fertilitzants, colorants, explosius, plàstics, gomes, cautxú, detergents, aïllants, fibres artificials, productes fotogràfics, productes farmacèutics, entre molts altres. Un dels tipus d'indústria química pesada diferenciats és la més important en l'actualitat i és el refinat de petroli